# Koratla
Koratla è una città dell'India, classificata come municipality, di 54.021 abitanti, situata nel distretto di Karimnagar, nello stato federato del Telangana. In base al numero di abitanti la città rientra nella classe II (da 50.000 a 99.999 persone).

## Geografia fisica
La città è situata a 18° 49' 0 N e 78° 43' 0 E e ha un'altitudine di 285 m s.l.m..

## Società

### Evoluzione demografica
Al censimento del 2001 la popolazione di Koratla assommava a 54.021 persone, delle quali 27.265 maschi e 26.756 femmine. I bambini di età inferiore o uguale ai sei anni assommavano a 7.516, dei quali 3.790 maschi e 3.726 femmine. Infine, coloro che erano in grado di saper almeno leggere e scrivere erano 32.445, dei quali 18.728 maschi e 13.717 femmine.